# جلول
جلول یک منطقهٔ مسکونی در اردن است که در استان عمان واقع شده‌است.